# عبد العزيز أبل
عبد العزيز حسن أبل محاسب وسياسي بحريني. يشغل حاليا عضوية مجلس الشورى منذ 2010.

## السيرة
حصل أبل على بكالوريوس تخطيط اقتصادي من سوريا عام 1979 وماجستير في العلوم السياسية من الولايات المتحدة الأمريكية عام 1985 ودكتوراه في العلاقات الدولية من الولايات المتحدة الأمريكية عام 1990.
عمل محاسب بشركة كرديث سويس من 1979 إلى 1980. ثم مدير إداري بشركة بامئيشي الدولية من 1990 إلى 1996. ثم ترقى إلى مدير البحوث الإدارية من 1996 إلى 2002. ثم عمل الأمين العام لمركز التحكيم التجاري لمجلس التعاون من 2003 إلى 2004. - يعمل منذ عام 2004 مديرا لشئون المساهمين في شركة سوليدرتي للتأمين. في انتخابات عام 2006 فاز بمقعد الدائرة السابعة في محافظة العاصمة بعدما حصل على 2502 صوت ما نسبته 63.89% في جولة الإعادة أمام عبد الحكيم الشمري وبدعم من جمعية الوفاق الوطني الإسلامية ولكنه تنكر لهم بعد وصوله لمجلس النواب. في 2010 تم تعيينه عضوا في مجلس الشورى.